# IC 529
IC 529 је спирална галаксија у сазвјежђу Жирафа која се налази на листи објеката дубоког неба у Индекс каталогу.
Деклинација објекта је + 73° 45' 35" а ректасцензија 9h 18m 32,9s. Привидна величина (магнитуда) објекта IC 529 износи 11,3 а фотографска магнитуда 12,0. Налази се на удаљености од 33,298 милиона парсека од Сунца. IC 529 је још познат и под ознакама UGC 4888, MCG 12-9-35, CGCG 332-38, IRAS 09134+7358, PGC 26295.